# Валлик, Айди
А́йди Ва́ллик (эст. Aidi Vallik, 11 мая 1971, Паливере, Эстонская ССР, СССР) — эстонская детская писательница, поэтесса. Окончила Тартуский университет (1996).

## Творчество
Айди Валлик известна в первую очередь как писательница произведений для детей и юношества. Опубликованы также сборники её стихотворений, которые в ранний период творчества выходили под псевдонимом Ats (рус. Атс).
Наибольшую известность получил её роман «Как живёшь, Анн?» (Kuidas elad, Ann?), выдержавший 9 изданий и вошедший в школьную программу и в учебники по литературе, а также переведён на финский, латышский и литовский язык.
Айди Валлик является также сценаристом передачи телеканала «Kanal 2» «Тайны» («Saladused»).

## Личная жизнь
Айди Валлик является женой эстонского художника и иллюстратора Отта Валлика (Ott Vallik).

## Произведения
- 2001 — «Как живёшь, Анн?»[3] (Kuidas elad, Ann?)
- 2002 — «Что делать, Анн?»[3] (Mis teha, Ann?)
- 2007 — «Что с тобой случилось, Анн?»[3] (Mis sinuga juhtus, Ann?)

### Детская литература
- 2005 — «История о чудовище» (Koletise lugu)
- 2006 — «Наркохолло или освобождение Флороса» (Narkohollo ehk Florose vabastamine)
- 2006 — «Сонная собака» (Unekoer)
- 2007 — «Тиртсти и туртсти» (Tirtsti ja turtsti)
- 2008 — «Пинтс и Тутсик I книга» (Pints ja Tutsik I raamat)
- 2009 — «Пинтс и Тутсик II книга» (Pints ja Tutsik II raamat)
- 2010 — сборник стихотворений для детей «Я, курица, корова и домовой» (Mina, kana, lehm ja kratt)

### Стихотворения
- 1990 — «Не обращайте внимания» (Ärge pange tähele)
- 1995 — «Полёт божьей коровки на заре» (Videvikus lepatriinulend)
- 1998 — «Я и Кете Кольвиц» (Mina ja Käthe Kollwitz)
- 2001 — «Кроссворд» (Ristsõna)